# Santa María Zacatepec (Oaxaca)
Santa María Zacatepec (en Náhuatl: Zacatl, tepetl, ‘Cerro de zacate’) es una población, cabecera del municipio del mismo nombre, situado en el Distrito de Putla, Oaxaca, México.

## Historia
Este municipio fue habitado por la etnia mixteca, perteneció al reino de Tututepec en un principio, y posteriormente al reino mixteco de Tlaxiaco, a quienes pagaban tributo. 
En el año 900, el cacique de nombre 8 Venados unificó la mixteca, sus hazañas fueron continuadas por otro héroe valiente de nombre Cuatro Viento "serpiente de fuego". Este designó a su hijo Once Tigre "Yaachihuidzo" (Tláloc muro de fuego) como rey de Zacatepec.
Dos años después salió de aquel lugar para un viaje de reconocimiento de los terrenos que habían de pertenecer a Zacatepec. En el año 1092, cruza el río hacia el territorio "De los siete pinos", de abundante zacate que ocultaba serpientes, donde reinó durante muchos años hasta que falleció en 1133 a la edad de 86 años; cediéndole el reinado a su hijo Siete Lagarto "Tlaloc Sol". El día 9 de noviembre del año 1136 fundó su pueblo residencial con 2 nombres: uno en náhuatl, Zacatepec o "cerro de Zacatepec" y otro en mixteco "Yocusatuta", que en el vocabulario usado por el calendario significaba "cerro 7 agua" que otros traducen como "cerro hierba de víbora" o "cerro de hierba venenosa".
El territorio elegido por Yaachihuidzo para fundar Zacatepec, entre los ríos Atoyaquillo y Reforma, cerca del cerro de campana; en aquel sitio se adoraba al dios local Ya-Koo (señor serpiente) por lo que sus habitantes eran llamados "los señores serpiente", tata-koo, que en lengua mixteca sé diría "los tata-coatl o tacuates".
Zacatepec fue después dominado por el imperio azteca y los pobladores pasaron a ser tributarios directos de aquellos. Entregaban algodón y semillas que se producían en la región.

## Demografía
En el municipio habitan 16,340 personas, de las cuales 2,996 hablan una lengua indígena.
El nivel de marginación y pobreza es alto, con el 50.06% de la población viviendo en condiciones de pobreza extrema.

## Organización
En el municipio se encuentran estos poblados: 
| Nombre de la localidad      | Población 2010 |
| Santa María Zacatepec       | 4,854          |
| San Juan Cabeza del Río     | 1,586          |
| San Vicente Piñas           | 1,003          |
| Santiago Llano Grande       | 846            |
| El Rosario                  | 791            |
| Santa Cruz Tutiahua         | 644            |
| Guadalupe Nuevo Centro      | 532            |
| El Tapanco                  | 528            |
| Aquiles Serdán              | 512            |
| San Felipe Atotonilco       | 460            |
| Guadalupe                   | 386            |
| La Culebra                  | 365            |
| San Isidro Amatitlán        | 355            |
| San Antonio Zaragoza        | 290            |
| El Coyulito                 | 248            |
| Coyul Grande                | 229            |
| El Cuete                    | 227            |
| San Marcos Nejapa           | 211            |
| San Juan Viejo              | 194            |
| Llano Chapultepec           | 168            |
| Rancho San Pedro            | 128            |
| Santa Cruz de Rufino Tamayo | 124            |
| San Miguel                  | 120            |
| La Virgen                   | 107            |
| Las Palmas                  | 79             |
| El Cangrejo                 | 28             |
| Atotonilco                  | 20             |
| Tres Arroyos                | 16             |
| Llano de la Viuda           | 9              |
| La Tijerilla                | 8              |
| El Naranjo                  | 8              |

## Fiestas
Cada 8 de diciembre, la localidad celebra a la Purísima Concepción de María Santísima. En marzo, además, la localidad tiene su carnaval, y cada 2 de noviembre, la comunidad festeja el Día de Muertos con carreras de caballos, jaripeos, pirotecnia y bailes populares.

## Flora y fauna
En el municipio pueden encontrarse las siguientes especies: 
Flora: Pino, ocote, oyamel, encino, cubato, cuatololote, espino, tlachicon, parota, cacahuananche, drago, hormiguillo, matorrales, malvas y bejucos.
Fauna: Venado, conejo, ardilla, tigrillo, oso hormiguero, cascabel, masacoa, iguana, escorpión, tarántula, armadillo, tortuga terrestre, garza, zopilotes, gavilanes, zanates, lechuzas, murciélago, colibrí, puchuacas y lechuzas.